# Adile Naşit
Adile Naşit (ur. 17 czerwca 1930 w Stambule, zm. 11 grudnia 1987 tamże) – turecka aktorka filmowa, znana ze swojego charakterystycznego śmiechu.   
Występowała w klasycznych tureckich komediach, takich jak Tosun Paşa, Süt Kardeşler, Şaban Oğlu Şaban i Ah Nerede. Jej ekranowym partnerem był często Münir Özkul; razem zagrali w ponad trzydziestu filmach, w tym w takich produkcjach jak Hababam Sınıfı, Gülen gözler, Bizim Aile, Mavi Boncuk, Gırgıriye i Aile Şerefi. Oprócz kariery filmowej, występowała w licznych sztukach teatralnych oraz prowadziła program dla dzieci Uykudan Önce jako narratorka.  

## Biografia
Urodziła się jako Adile Özcan w Stambule. Była córką tureckiego komika Naşita Özcan oraz tancerki i aktorki teatralnej Amelii Hanım, mającej ormiańskie i greckie korzenie. Jej brat, Selim Naşit Özcan, również był aktorem teatralnym.
Była dwukrotnie zamężna: najpierw z Ziyą Keskinerem od 1950 aż do jego śmierci w 1982, a następnie z Cemalem İnce od 1983. W trakcie swojej kariery współpracowała z takimi znanymi tureckimi aktorami jak Kemal Sunal i Şener Şen.
W 2016 roku Google uczcił 86. rocznicę jej urodzin specjalnym doodlem.

## Filmografia

### Filmy
- Yara (1947)
- Lüküs Hayat (1950) – (niewymieniona w napisach)
- İstanbul Yıldızları (1952)
- Kahpe Kurşun (1957) – jako Rebiş
- Abbas Yolcu (1959) – jako Madam
- Cumbadan Rumbaya (1960)
- Vur Patlasın Çal Oynasın (1970)
- Beyoğlu Güzeli (1971) – jako Madam
- Sev Kardeşim (1972) – jako Mesude
- Canım Kardeşim (1973) – jako nauczycielka
- Oh Olsun (1973) – jako matka Ferita
- Hasret (1974) – jako matka niepełnosprawnej dziewczyny
- Gariban (1974) – jako służąca Mualla
- Salak Milyoner (1974) – jako Mesude
- Aç Gözünü Mehmet (1974)
- Yüz Lira ile Evlenilmez (1974) – jako ciotka Behice
- Mavi Boncuk (1975) – jako matka Mıstıka
- Şehvet Kurbanı Şevket (1975) – jako Mahmure
- Pembe Panter (1975) – jako Hafize
- Şaşkın Damat (1975) – jako nauczycielka
- Delisin (1975) – jako Didar
- Hababam Sınıfı (1975) – jako Hafize Ana
- Bizim Aile: Merhaba (1975) – jako Melek
- Süt Kardeşler (1976) – jako Melek
- Gülen Gözler (1977) – jako Nezaket
- Hababam Sınıfı Sınıfta Kaldı (1976) – jako Hafize Ana
- Hababam Sınıfı Tatilde (1977) – jako Hafize Ana
- Hababam Sınıfı Uyanıyor (1977) – jako Hafize Ana
- Aile Şerefi (1976) – jako Emine
- Neşeli Günler (1978) – jako Saadet
- Gırgıriye (1981) – jako Zekiye
- Gırgıriyede Şenlik Var (1982) – jako Zekiye
- Gırgıriyede Büyük Seçim (1984) – jako Zekiye
- Milyarder (1987) – jako Boncuk Sultan[9]

### Telewizja
- Uykudan Önce (1981)
- Kuruntu Ailesi (1986)[9]